# Montevideo
Acest articol este despre capitala Uruguayului. Mai este un Montevideo, Minnesota, în Statele Unite ale Americii.

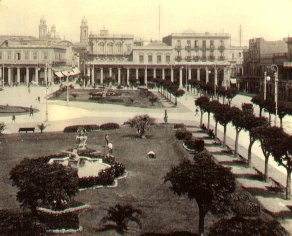
Piața Independenței, cca. 1900

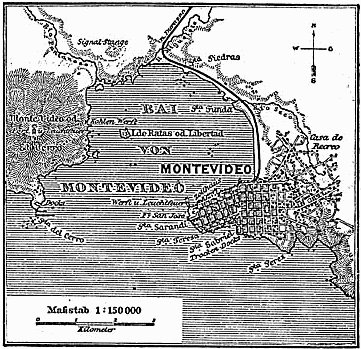
Hartă germană a orașului din 1888

Montevideo este capitala, principalul port și cel mai mare oraș din Uruguay. 

## Nume
Conform unei vechi legende, orașul își datorează numele unui marinar portughez, care ar fi strigat "Monte vide eu" ("Eu văd un munte"), atunci când, fiind de serviciu la catarg, ar fi zărit pentru prima dată colina pe care astăzi stă orașul. 

## Geografie
Montevideo este situat în sudul țării, în partea nordică a foarte largului estuar al râului Plata, la 193 km depărtare de Buenos Aires, situat în partea sudică. Coordonatele geografice sunt 34.5° S, 56°W.
Clima este blândă, cu temperaturi medii de 13° Celsius.
18 de Julio, principalul bulevard al orașului și unul dintre cele mai frumoase din America de Sud, leagă Piața Independenței, care este la intersecția dintre Ciudad Vieja (cartierul istoric) și restul orașului, de cartierul Cordón. 

## Istorie
Portughezii au înființat Colonia del Sacramento în secolul al XVII-lea în ciuda cererii Spaniei de cedare a regiunii conform tratatului de la Tordesillas. Spaniolii i-au expulzat pe portughezi dintr-un fort în 1724 iar în 1725 au înființat orașul pentru a preveni ulterioarele represalii portugheze.
În 1828, orașul a devenit capitala Uruguayului. Sunt cel puțin două explicații pentru numele Montevideo: prima spune că denumirea vine de la fraza portugheză "Monte Vide Eu" care înseamnă "Vad Un Munte" iar cea de-a doua spune că spaniolii au înregistrat locația unei fântâni pe o hartă sub numele "Monte VI De Este a Oeste" însemnând "Al VI-lea munte de la est la vest". Numele inițial complet al orașului este San Felipe y Santiago de Montevideo.
Orașul a căzut sub influență britanică de la începutul secolului al XIX-lea până la începutul secolului al XX-lea pentru a evita o eventuală preluare comercială din partea Argentinei sau a Braziliei. A fost în mod repetat asaltat de trupele dictatorului argentinian Juan Manuel de Rosas între 1838 și 1851. Între 1860 și 1911, britanicii au construit o extinsă rețea de căi ferate care au conectat orașul cu zonele rurale din împrejurimi. 
În timpul celui de-al doilea război mondial, Mondevideo a fost un port neutru. 

## Populație și economie
Montevideo a fost inițial o așezare de mici dimensiuni. În 1860, Montevideo avea o populație de 37,787. Până în 1884, populația a crescut la 104,472. Atunci, orașul rivaliza cu Buenos Aires în privința comerțului, aceasta fiind principala sursă de venit pentru locuitori. În timpul primelor decenii ale secolului XX, mulți europeni s-au stabilit în Montevideo, iar în 1908, 30% din populație era născută în străinătate.
La mijlocului secolului XX, datorită unei dictaturi militare și a unei stagnări economice orașul a intrat în declin, declin al căror efecte reziduale sunt vizibile și în ziua de astăzi. Multe pături sociale sărace din zona rurală s-au mutat în oraș în special în cartierul vechi, Ciudad Vieja.
Recent, creșterea economică și puternicele legături comerciale cu vecinii Uruguayului au condus la o nouă dezvoltare agricolă în speranța unei prosperități mai mari.
Din 2004, orașul are o populație de 1,35 milioane din 3,43 milioane de locuitori ai Uruguayului. Zona metropolitană are 1,8 milioane de locuitori. 

## Personalități născute aici
- José Gervasio Artigas (1764 - 1850), om de stat;
- Manuel Ceferino Oribe y Viana (1792 - 1857), președinte al Uruguay;
- Juan Manuel Blanes (1830 - 1901), pictor;
- Contele de Lautréamont (1846 - 1870), poet francez;
- Juan Zorrilla de San Martín (1855 - 1931), poet;
- José Batlle y Ordóñez (1856 - 1929), președinte al Uruguay;
- Jules Laforgue (1860 - 1887), poet francez;
- José Enrique Rodó (1871 - 1917), eseist;
- Joaquín Torres García (1874 - 1949), artist plastic spaniol;
- Julio Herrera y Reissig (1875 - 1910), scriitor;
- Jules Supervielle (1884 - 1960), poet francez;
- Delmira Agustini (1886 - 1914), poetă;
- Juan Carlos Onetti (1909 - 1994), romancier;
- Obdulio Varela (1917 - 1996), fotbalist;
- China Zorrilla (1922 - 2014), actriță;
- Tabaré Vázquez (1940 - 2020), președinte al Uruguay;
- Cristina Peri Rossi (n. 1941), scriitoare;
- Enzo Francescoli (n. 1961), fotbalist;
- Jorge Drexler (n. 1964), cântăreț;
- Rónald Paolo Montero Iglesias (n. 1971), fotbalist;
- Erwin Schrott (n. 1972), cântăreț de operă;
- Natalia Oreiro (n. 1977), cântăreață;
- Diego Forlán (n. 1979), fotbalist;
- Andy Ram (n. 1980), tenismen;
- Diego Ciz (n. 1981), fotbalist;
- Maxi Pereira (n. 1984), fotbalist.